# Joaquima tricolora
Joaquima tricolora es una especie de polilla de la familia Tortricidae. Se encuentra en Santa Catarina, en Brasil.